# Burmoniscus angusticauda
Burmoniscus angusticauda är en kräftdjursart som först beskrevs av Gustav Budde-Lund 1885.  Burmoniscus angusticauda ingår i släktet Burmoniscus och familjen Philosciidae. Inga underarter finns listade i Catalogue of Life.